# Massacro del Politecnico di Montréal
Il massacro del Politecnico di Montréal avvenne mercoledì 6 dicembre 1989 nel Politecnico di Montréal in Québec, Canada. Lo studente canadese Marc Lépine sparò a 28 donne, uccidendone 14, e poi si suicidò. Il crimine venne perpetrato in meno di venti minuti, con una carabina semi automatica acquistata legalmente.

## Storia
Marc Lépine era nato il 26 ottobre 1964 da Monique Lépine, franco-canadese, e da Rachid Liass Gharbi, algerino. Il suo nome all'anagrafe era Gamil Rodrigue Liass Gharb. Aveva una sorella più piccola di nome Nadia. Dopo anni di maltrattamenti da parte del marito, Monique aveva divorziato e Gamil, all'età di 14 anni, aveva ottenuto di far cambiare il suo nome in Marc Lépine. Negli anni aveva abbandonato gli studi e non era riuscito a farsi ammettere a un certo numero di corsi a numero chiuso. Nel 1986 è ammesso al Politecnico di Montréal, a condizione di recuperare due anni di "collège". Ne aveva recuperato solo uno.
Nel 1989 acquista legalmente un fucile semiautomatico. Il 6 dicembre viene visto entrare nella sede del Politecnico verso le 16 ed esitare fra diverse aule dove si stanno tenendo corsi di ingegneria. Alle 17 sceglie infine un'aula del secondo piano, occupata da circa sessanta studenti. Lì tira fuori il fucile e ordina al professore e alla cinquantina di studenti maschi presenti di uscire dalla stanza. Trattiene invece 9 studentesse presenti e chiede loro "Sapete perché siete qui?" Una studentessa risponde "No", al che lui rispose "Perché siete femministe". La stessa studentessa risponde "Non sono una femminista, non ho mai combattuto contro gli uomini". A questa replica, Lépine spara sul gruppo, uccidendo 6 su 9 ragazze. Si dirige quindi verso la sala della fotocopiatrice, verso un'altra aula del secondo piano, verso la caffetteria e infine verso un'aula del terzo piano, sempre continuando a sparare. Intima di uscire agli studenti maschi che stavano dando una presentazione in un'aula, e risparmia una coppia di fidanzati in caffetteria, mentre uccide altre ragazze nei corridoi e pugnala a morte una studentessa ferita che stava chiedendo aiuto. Alle 17:29 si spara. 
La Gazette pubblicò dopo il massacro una lettera lasciata da Lépine in cui spiegava i motivi del suo gesto: “Dato che, scienza a parte, sono un retrogrado per natura, le femministe hanno sempre avuto un talento speciale nel farmi infuriare. Pretendono di mantenere i vantaggi che derivano dall’essere donne (come assicurazioni più economiche, o il diritto a una lunga maternità preceduta da una lunga aspettativa) mentre cercano di arraffare anche quelli degli uomini. Per esempio, è auto-evidente che se si eliminasse la distinzione maschile/femminile alle Olimpiadi, non ci sarebbero più donne, salvo che negli eventi decorativi. Perciò le femministe si guardano bene dal cercare di rimuovere quella barriera. Sono talmente opportuniste che non vogliono nemmeno trarre vantaggio dalle conoscenze accumulate dagli uomini attraverso i secoli. E cercano sempre di rappresentarli negativamente, ogni volta che ne hanno l’opportunità. Anche se i media mi attribuiranno la qualifica di ‘Folle Omicida’, io mi considero una persona razionale ed erudita, che solo la Morte [Grim Reaper] ha costretto ad intraprendere atti estremi.” 
Nella stessa lettera Lépine aveva stilato una lista di femministe che avrebbe voluto uccidere se ne avesse avuto il tempo. L'evento fu definito il primo femminicidio di massa rivendicato come tale.

## Vittime

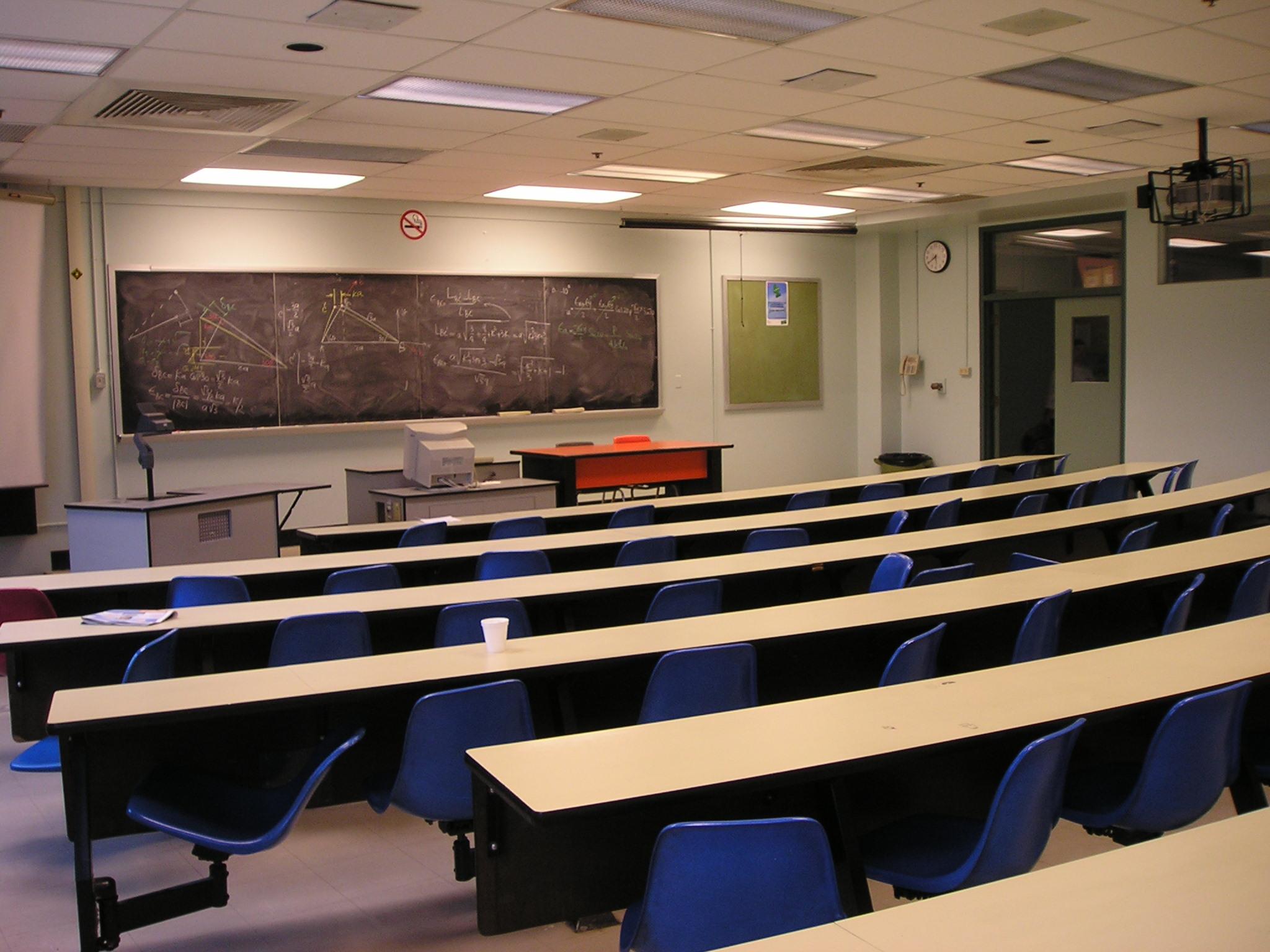
Classe del terzo piano dove è terminato il massacro

- Geneviève Bergeron (n. 1968), facoltà di Ingegneria civile.
- Hélène Colgan (n. 1966), facoltà di Ingegneria meccanica.
- Nathalie Croteau (n. 1966), facoltà di Ingegneria meccanica.
- Barbara Daigneault (n. 1967), facoltà di Ingegneria meccanica.
- Anne-Marie Edward (n. 1968), facoltà di Ingegneria chimica.
- Maud Haviernick (n. 1960), facoltà di Ingegneria dei materiali.
- Barbara Klucznik-Widajewicz (n. 1958), scuola di scienze infermieristiche
- Maryse Leclair (n. 1966), facoltà di Ingegneria dei materiali.
- Anne-Marie Lemay (n. 1967), facoltà di Ingegneria meccanica.
- Sonia Pelletier (née en 1961), facoltà di Ingegneria meccanica.
- Michèle Richard (n. 1968), facoltà di Ingegneria dei materiali.
- Annie St-Arneault (n. 1966), facoltà di Ingegneria meccanica.
- Annie Turcotte (n. 1969), facoltà di Ingegneria dei materiali.
- Maryse Laganière (n. 1964), segretaria amministrativa del Politecnico

Almeno altre tre persone si sono suicidate come conseguenza del massacro: lo studente Sarto Blais, e poco tempo dopo i suoi genitori.

## Influenza culturale
Una ricostruzione del massacro è stata fatta dal regista Denis Villeneuve nel suo film Polytechnique.